# بلک‌جک (فیلم ۱۹۹۰)
بلک‌جک (انگلیسی: Blackjack) فیلمی کمدی-درام به کارگردانی کالین ناتلی است که در ۷ اکتبر ۱۹۹۰ منتشر شد.